# Samadhiala Chabharia
Samadhiala Chabharia fou un estat tributari protegit a l'agència de Kathiawar, prant de Gohelwar, presidència de Bombai. Estava format per dos pobles amb cinc propietaris-tributaris separats. La superfície era de 163 km² i la població de 1.414 habitants el 1881. La capital era Samadhiala Chabharia village amb 689 habitants. Els ingressos s'estimaven en 650 lliures, pagant un tribut de 189 lliures al Gaikwar de Baroda i de 382 rupies al nawab de Junagarh.